# Halling Sogn (Odder Kommune)
 For alternative betydninger, se Halling Sogn. (Se også artikler, som begynder med Halling Sogn)
Halling Sogn er et sogn i Odder Provsti (Århus Stift).
I 1800-tallet var Halling Sogn anneks til Gosmer Sogn. Begge sogne hørte til Hads Herred i Aarhus Amt. Gosmer-Halling sognekommune blev ved kommunalreformen i 1970 indlemmet i Odder Kommune.
I Halling Sogn ligger Halling Kirke.
I sognet findes følgende autoriserede stednavne:
- Ballen (bebyggelse)
- Bjørnkær Mark (bebyggelse)
- Halling (bebyggelse, ejerlav)
- Halling Mark (bebyggelse)
- Hov (bebyggelse)
- Højby (bebyggelse)
- Møllemarken (bebyggelse)
- Spøttrup (bebyggelse, ejerlav)
- Spøttrupstrand (bebyggelse)
- Vandmosen (bebyggelse)